# Hardware

Componentes principales de una computadora personal:
1. Monitor.
2. Placa principal.
3. Microprocesador (CPU) y zócalo.
4. Un módulo de RAM y tres ranuras.
5. Tarjetas y ranuras de expansión.
6. Fuente de alimentación.
7. Unidad de disco óptico (CD; DVD; BD).
8. Unidad de disco duro o unidad de estado sólido.
9. Teclado.
10. Ratón.

El hardware (pronunciado [xard.wer]), equipo, soporte físico o mecamática en informática se refiere a las partes físicas, tangibles, de un sistema informático, sus componentes eléctricos, electrónicos y electromecánicos, los periféricos de todo tipo, y cualquier otro elemento físico involucrado, componen el hardware o soporte físico; contrariamente, el soporte lógico e intangible es el llamado software.
El término es propio del idioma inglés, y su traducción al español no tiene un significado acorde, por tal motivo se lo ha adoptado tal cual es y suena. La Real Academia Española lo define como «Conjunto de los componentes que integran la parte material de una computadora». El término, aunque sea lo más común, no solamente se aplica a las computadoras, también es a menudo utilizado en otras áreas de la vida diaria y la tecnología. Por ejemplo, hardware también se refiere a herramientas y máquinas, y en electrónica hardware se refiere a todos los componentes electrónicos, eléctricos, electromecánicos, mecánicos, cableados y tarjetas de circuitos impresos.
Otros ejemplos donde se aplica el término hardware son, en relación con los robots, así como en relación con los teléfonos móviles, las cámaras fotográficas, los reproductores digitales, o cualquier otro dispositivo electrónico. Cuando dichos dispositivos también procesan datos, poseen firmware y software además de hardware.
La historia del hardware de computador se puede clasificar en cuatro generaciones, cada una caracterizada por un cambio tecnológico de importancia. Una primera delimitación podría hacerse entre hardware principal (véase figura), como el estrictamente necesario para el funcionamiento normal del equipo, y el «complementario», como el que realiza funciones específicas.
El hardware principal de un computador se compone de una unidad central de procesamiento (CPU), encargada de procesar los datos; una memoria rápida de trabajo para almacenamiento temporal; una unidad de almacenamiento fija para mantener software y datos así como extraerlos de ella; uno o varios periféricos de entrada, los que permiten el ingreso de la información y uno o varios periféricos de salida, que posibilitan dar salida (normalmente en forma visual, impresa o auditiva) a los datos procesados.

## Historia
La clasificación evolucionista del hardware del computador electrónico está dividida en generaciones, donde cada una supone un cambio tecnológico notable. El origen de las primeras es sencillo de establecer, ya que en ellas el hardware fue sufriendo cambios radicales. Los componentes esenciales que constituyen la electrónica del computador fueron totalmente reemplazados en las primeras tres generaciones, originando cambios que resultaron trascendentales. En las últimas décadas es más difícil distinguir las nuevas generaciones, ya que los cambios han sido graduales y existe cierta continuidad en las tecnologías usadas. En principio, se pueden distinguir:
- 1.ª generación (1945-1956): electrónica implementada con tubos de vacío. Fueron las primeras máquinas que desplazaron los componentes electromecánicos (relés).
- 2.ª generación (1957-1963): electrónica desarrollada con transistores. La lógica discreta era muy parecida a la anterior, pero la implementación resultó mucho más pequeña, reduciendo, entre otros factores, el tamaño de un computador en notable escala.
- 3.ª generación (1964-hoy): electrónica basada en circuitos integrados. Esta tecnología permitió integrar cientos de transistores y otros componentes electrónicos en un único circuito integrado impreso en una pastilla de silicio. Las computadoras redujeron así considerablemente su costo, consumo y tamaño, incrementándose su capacidad, velocidad y fiabilidad, hasta producir máquinas como las que existen en la actualidad.
- 4.ª generación (futuro): probablemente se originará cuando los circuitos de silicio, integrados a alta escala, sean reemplazados por un nuevo tipo de material o tecnología.[8][9]

La aparición del microprocesador marca un hito de relevancia, y para muchos autores constituye el inicio de la cuarta generación. A diferencia de los cambios tecnológicos anteriores, su invención no supuso la desaparición radical de los computadores que no lo utilizaban. Así, aunque el microprocesador 4004 fue lanzado al mercado en 1971, todavía a comienzo de la década de 1980 había computadores, como el PDP-11/44, con lógica carente de microprocesador que continuaban exitosamente en el mercado; es decir, en este caso el desplazamiento ha sido muy gradual.
Otro hito tecnológico usado con frecuencia para definir el inicio de la cuarta generación es la aparición de los circuitos integrados VLSI (very large scale integration), a principios de los ochenta. Al igual que el microprocesador, no supuso el cambio inmediato y la rápida desaparición de los computadores basados en circuitos integrados en más bajas escalas de integración. Muchos equipos implementados con tecnologías VLSI y MSI (medium scale integration) aún coexistían exitosamente hasta bien entrados la década de 1990.

## Clasificación

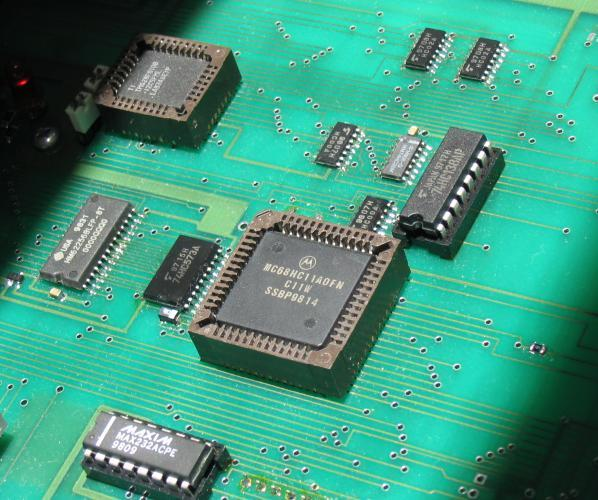
Microcontrolador Motorola 68HC11 y chips de soporte que podrían constituir el hardware de un equipo electrónico industrial.

Una de las formas de clasificar el soporte físico es en dos categorías: por un lado, el hardware principal, que abarca el conjunto de componentes indispensables necesarios para otorgar la funcionalidad mínima a una computadora; y por otro lado, el hardware complementario, que, como su nombre indica, es el utilizado para realizar funciones específicas (más allá de las básicas), no estrictamente necesarias para el funcionamiento del ordenador.
El hardware principal está básicamente constituido por: un medio de entrada de datos, la unidad central de procesamiento, la memoria RAM, un medio de salida de datos y un medio de almacenamiento de datos.
Los medios de entrada y salida de datos estrictamente indispensables dependen de la aplicación: desde el punto de vista de un usuario común, se debería disponer, al menos, de un teclado y un monitor para entrada y salida de información, respectivamente; pero ello no implica que no pueda haber una computadora (por ejemplo controlando un proceso) en la que no sea necesario teclado y monitor; bien puede ingresar información y sacar sus datos procesados, por ejemplo, a través de una placa de adquisición/salida de datos.
Las computadoras son aparatos electrónicos capaces de interpretar y ejecutar instrucciones programadas y almacenadas en su memoria; consisten básicamente en operaciones aritmético-lógicas y de entrada/salida. Se reciben las entradas (datos), se las procesa y almacena (procesamiento), y finalmente se producen las salidas (resultados del procesamiento). Por ello todo sistema informático tiene, al menos, componentes y dispositivos hardware dedicados a alguna de las funciones antedichas; a saber:
1. Procesamiento: unidad central de procesamiento
2. Almacenamiento: Memorias
3. Entrada: Periféricos de entrada (E)
4. Salida: Periféricos de salida (S)
5. Entrada/Salida: Periféricos mixtos (E/S)

Desde un punto de vista básico y general, un dispositivo de entrada es el que provee el medio para permitir el ingreso de información, datos y programas (lectura); un dispositivo de salida brinda el medio para registrar la información y datos de salida (escritura); la memoria otorga la capacidad de almacenamiento, temporal o permanente (almacenamiento); y la CPU provee la capacidad de cálculo y procesamiento de la información ingresada (transformación).
Un periférico mixto es aquel que puede cumplir funciones tanto de entrada como de salida; el ejemplo más típico es el disco rígido o bien de estado sólido SSD (ya que en él se lee y se graba información y datos).

### Unidad central de procesamiento

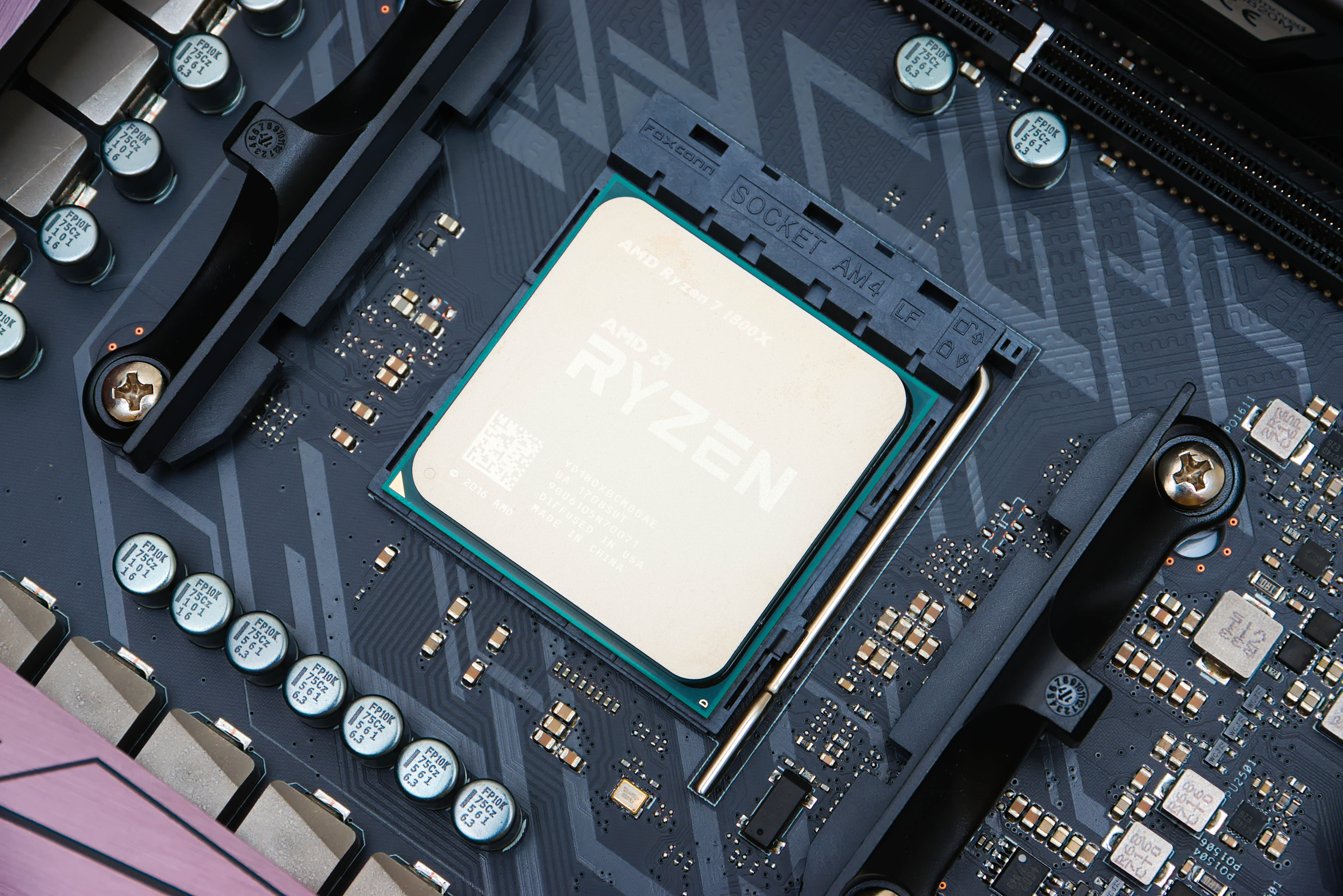
Procesador de 8 núcleos AMD Ryzen 7 1800X en el zócalo de una placa base

La Unidad Central de Procesamiento, conocida por las siglas en inglés CPU, es el componente fundamental de la computadora, encargado de interpretar y ejecutar instrucciones y de procesar datos. En computadores modernos, la función de la CPU la realiza uno o más microprocesadores. Se conoce como microprocesador a una CPU que es manufacturada como un único circuito integrado.
Un servidor de red o una máquina de cálculo de alto rendimiento (supercomputación), puede tener varios, incluso miles de microprocesadores trabajando simultáneamente o en paralelo (multiprocesamiento); en este caso, todo ese conjunto conforma la CPU de la máquina.
Las unidades centrales de proceso (CPU) en la forma de un único microprocesador no solo están presentes en las computadoras personales (PC), sino también en otros tipos de dispositivos que incorporan una cierta capacidad de proceso o «inteligencia electrónica», como pueden ser: controladores de procesos industriales, televisores, automóviles, calculadoras, aviones, teléfonos móviles, electrodomésticos, juguetes y muchos más. Actualmente los diseñadores y fabricantes más populares de microprocesadores de PC son Intel y AMD; y para el mercado de dispositivos móviles y de muy bajo consumo, los principales son Samsung, Qualcomm, Texas Instruments, MediaTek, NVIDIA e Intel.

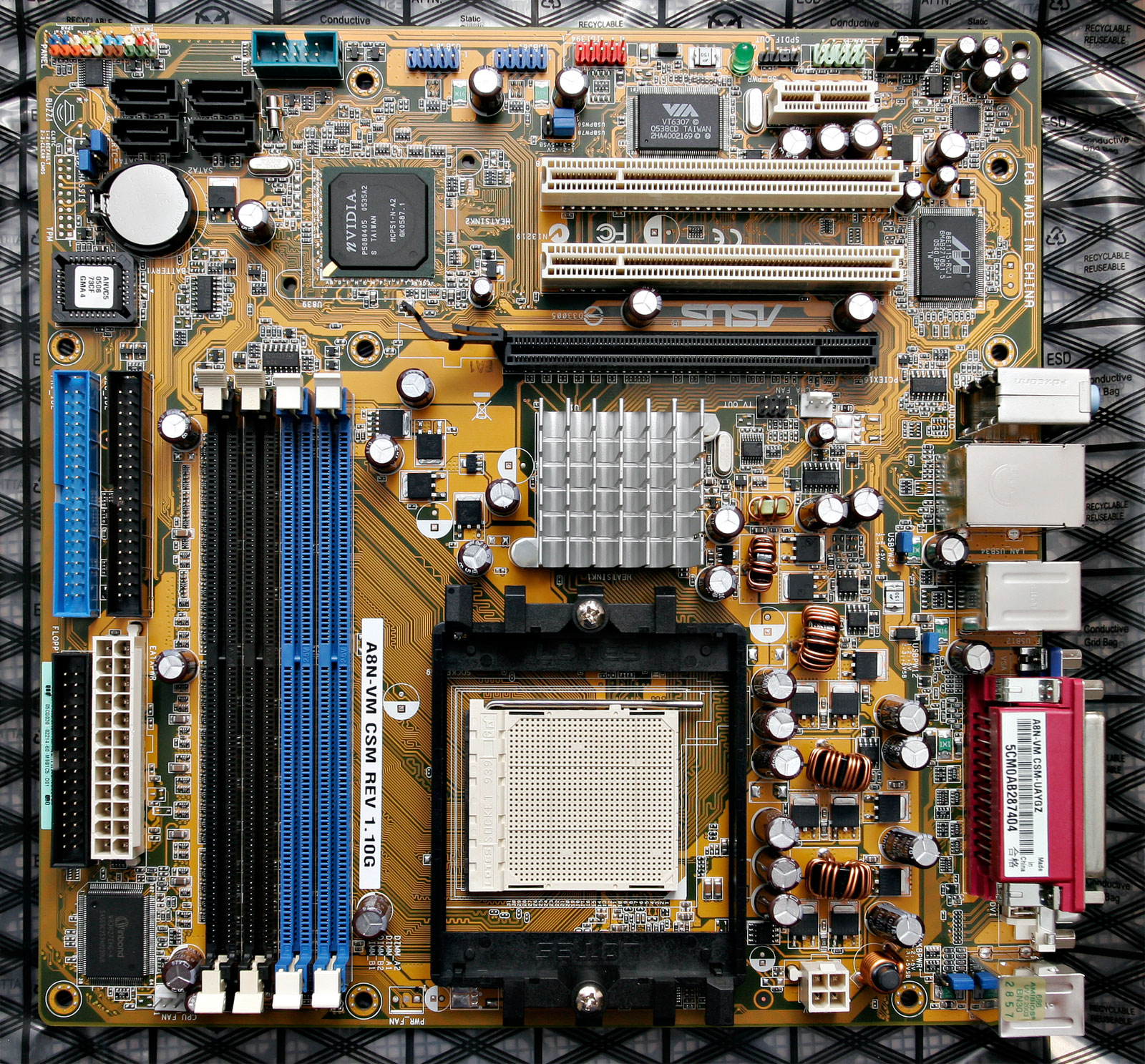
Placa base de una computadora, formato µATX.

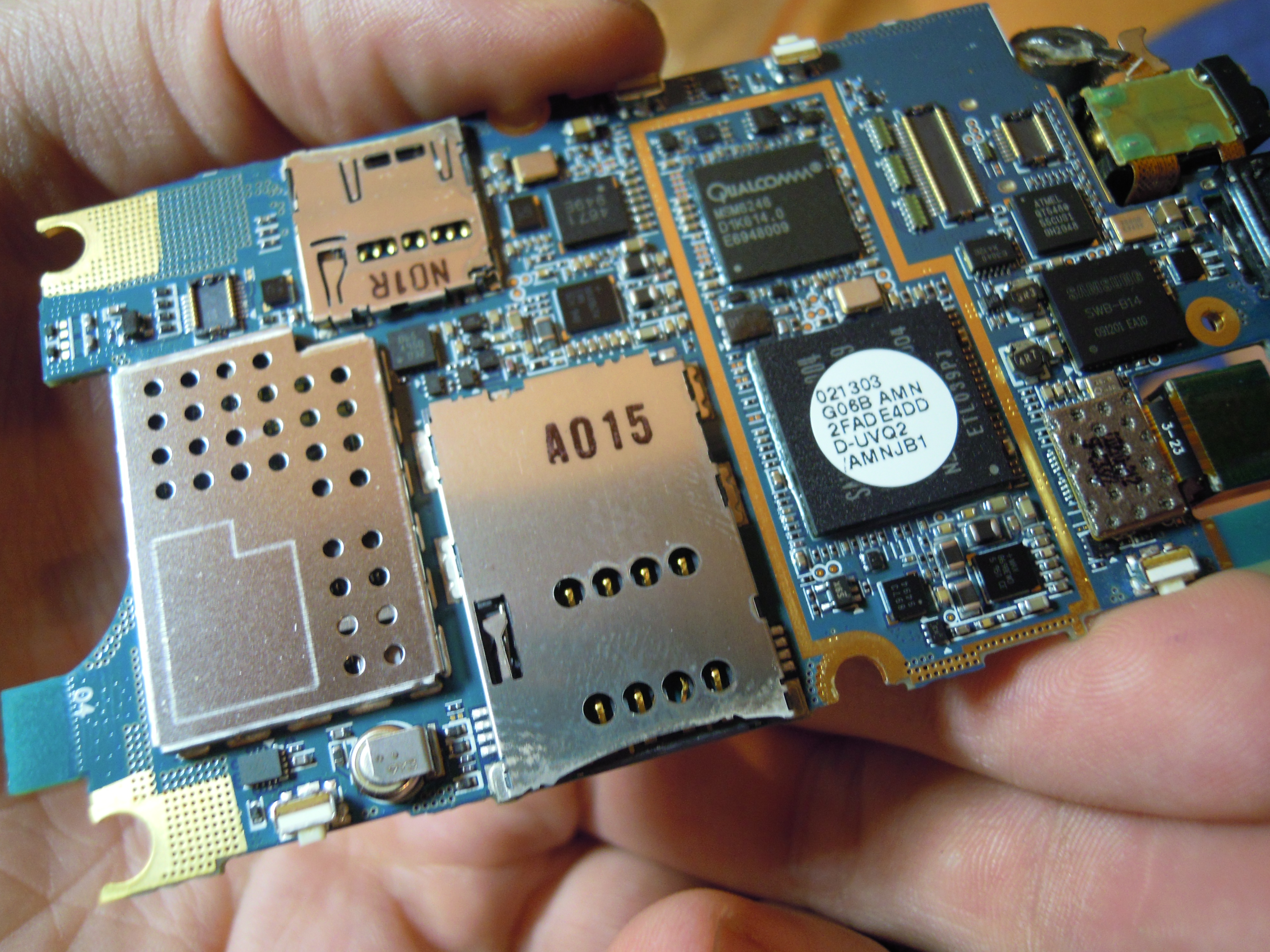
Placa base del teléfono móvil Samsung Galaxy Spica, se pueden distinguir varios «System-on-a-Chip» soldados en ella.

En las computadoras, el microprocesador se monta en la llamada placa base, sobre un zócalo conocido como zócalo de CPU, que permite las conexiones eléctricas entre los circuitos de la placa y el procesador. Sobre el procesador ajustado a la placa base se fija un disipador térmico de un material con elevada conductividad térmica, que por lo general es de aluminio, y en algunos casos de cobre. Este es indispensable en los microprocesadores que consumen bastante energía, la cual, en gran parte, es emitida en forma de calor: en algunos casos pueden consumir tanta energía como una lámpara incandescente (de 40 a 130 vatios).
En equipos de alto rendimiento, adicionalmente, sobre el disipador se acopla uno o dos ventiladores (raramente más), destinados a forzar la circulación de aire para extraer más rápidamente el calor acumulado por el disipador y originado en el microprocesador. Complementariamente, para evitar daños por efectos térmicos, también se suelen instalar sensores de temperatura del microprocesador y sensores de revoluciones del ventilador, así como sistemas automáticos que controlan la cantidad de revoluciones por unidad de tiempo de estos últimos.
La gran mayoría de los circuitos electrónicos e integrados que componen el hardware del computador van montados en la «placa madre».

### Placa base
La placa base —también conocida como placa madre o principal— es un gran circuito impreso sobre el que se suelda el chipset, las ranuras de expansión (slots), los zócalos, conectores, diversos circuitos integrados, etc. Es el soporte fundamental que aloja y comunica a todos los demás componentes: microprocesador, módulos de memoria RAM, tarjetas gráficas, tarjetas de expansión, periféricos de entrada y salida. Para comunicar esos componentes, la placa base posee una serie de buses mediante los cuales se transmiten los datos hacia dentro y fuera del sistema.
La tendencia de integración ha hecho que la placa base se convierta en un elemento que incluye a la mayoría de las funciones básicas (vídeo, audio, red, puertos de varios tipos), funciones que antes se realizaban con tarjetas de expansión. Aunque ello no excluye la capacidad de instalar otras tarjetas adicionales específicas, tales como capturadoras de vídeo, tarjetas de adquisición de datos, etc.
También, la tendencia en los últimos años es eliminar elementos separados en la placa base e integrarlos al microprocesador. En ese sentido actualmente se encuentran sistemas denominados System on a Chip que consiste en un único circuito integrado que integra varios módulos electrónicos en su interior, tales como un procesador, un controlador de memoria, una GPU, Wi-Fi, Bluetooth, etc. La mejora más notable en esto está en la reducción de tamaño frente a igual funcionalidad con módulos electrónicos separados. Las figuras muestran aplicaciones típicas, placa principal de una computadora y la de un teléfono móvil.
Las principales funciones que presenta una placa base son:
- Conexión física
- Administración, control y distribución de energía eléctrica
- Comunicación de datos
- Temporización
- Sincronismo
- Control y monitoreo

### Memoria RAM

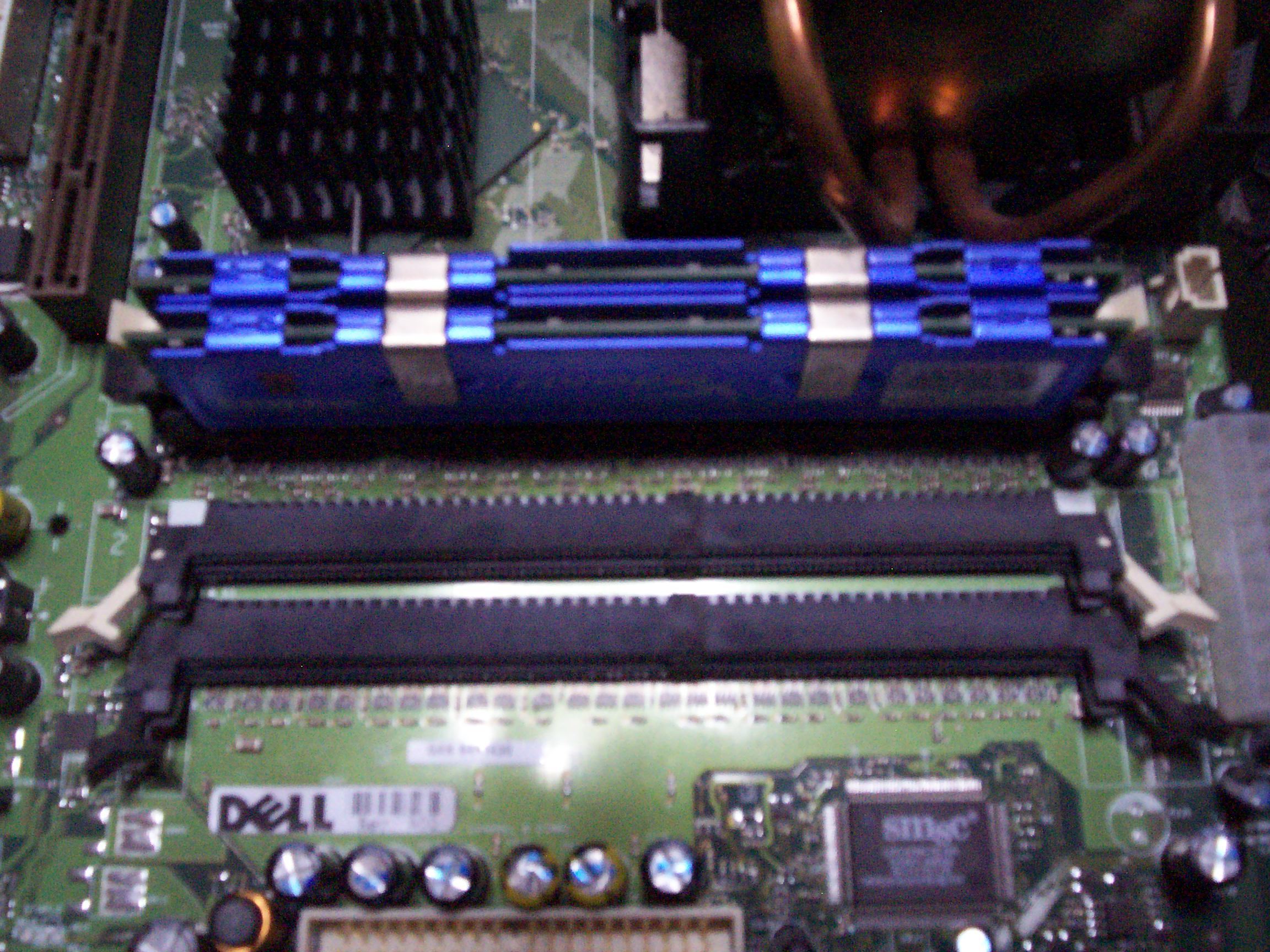
Módulos de memoria RAM instalados

La sigla RAM, del inglés Random Access Memory, literalmente significa memoria de acceso aleatorio. El término tiene relación con la característica de presentar iguales tiempos de acceso a cualquiera de sus posiciones (ya sea para lectura o para escritura). Esta particularidad también se conoce como «acceso directo», en contraposición al acceso secuencial.
La RAM es la memoria utilizada en una computadora para el almacenamiento transitorio y de trabajo (no masivo). En la RAM se almacena temporalmente la información, datos y programas que la Unidad de Procesamiento (CPU) lee, procesa y ejecuta. La memoria RAM es conocida como memoria principal de la computadora, también como memoria central o de «trabajo»; a diferencia de las llamadas memorias auxiliares, secundarias o de almacenamiento masivo (como discos duros, unidades de estado sólido, cintas magnéticas u otras memorias).
Las RAM son, comúnmente, memorias volátiles; lo cual significa que pierden rápidamente su contenido al interrumpir su alimentación eléctrica.
Las más comunes y utilizadas como memoria central son «dinámicas» (DRAM), lo cual significa que tienden a perder sus datos almacenados en breve tiempo (por descarga capacitiva, aun estando con alimentación eléctrica), por ello necesitan un circuito electrónico específico que se encarga de proveerle el llamado «refresco» (de energía) para mantener su información.
La memoria RAM de un computador se provee de fábrica e instala en lo que se conoce como «módulos». Ellos albergan varios circuitos integrados de memoria DRAM que, conjuntamente, conforman toda la memoria principal.

#### Memoria RAM dinámica
Es la presentación más común en computadores modernos (computador personal, servidor); son tarjetas de circuito impreso que tienen soldados circuitos integrados de memoria por una o ambas caras, además de otros elementos, tales como resistores y condensadores. Esta tarjeta posee una serie de contactos metálicos, con recubrimiento de oro, que permite hacer la conexión eléctrica con el bus de memoria del controlador de memoria en la placa base.
Los integrados son de tipo DRAM, memoria denominada «dinámica», en la cual las celdas de memoria son muy sencillas (un transistor y un condensador), permitiendo la fabricación de memorias con gran capacidad (típicamente de 2, 4, 8 o 16 Gigabytes por módulo) a un costo relativamente bajo.
Las posiciones de memoria o celdas, están organizadas en matrices y almacenan cada una un bit. Para acceder a ellas se han ideado varios métodos y protocolos, cada uno mejorado con el objetivo de acceder a las celdas requeridas de la manera más eficiente posible.

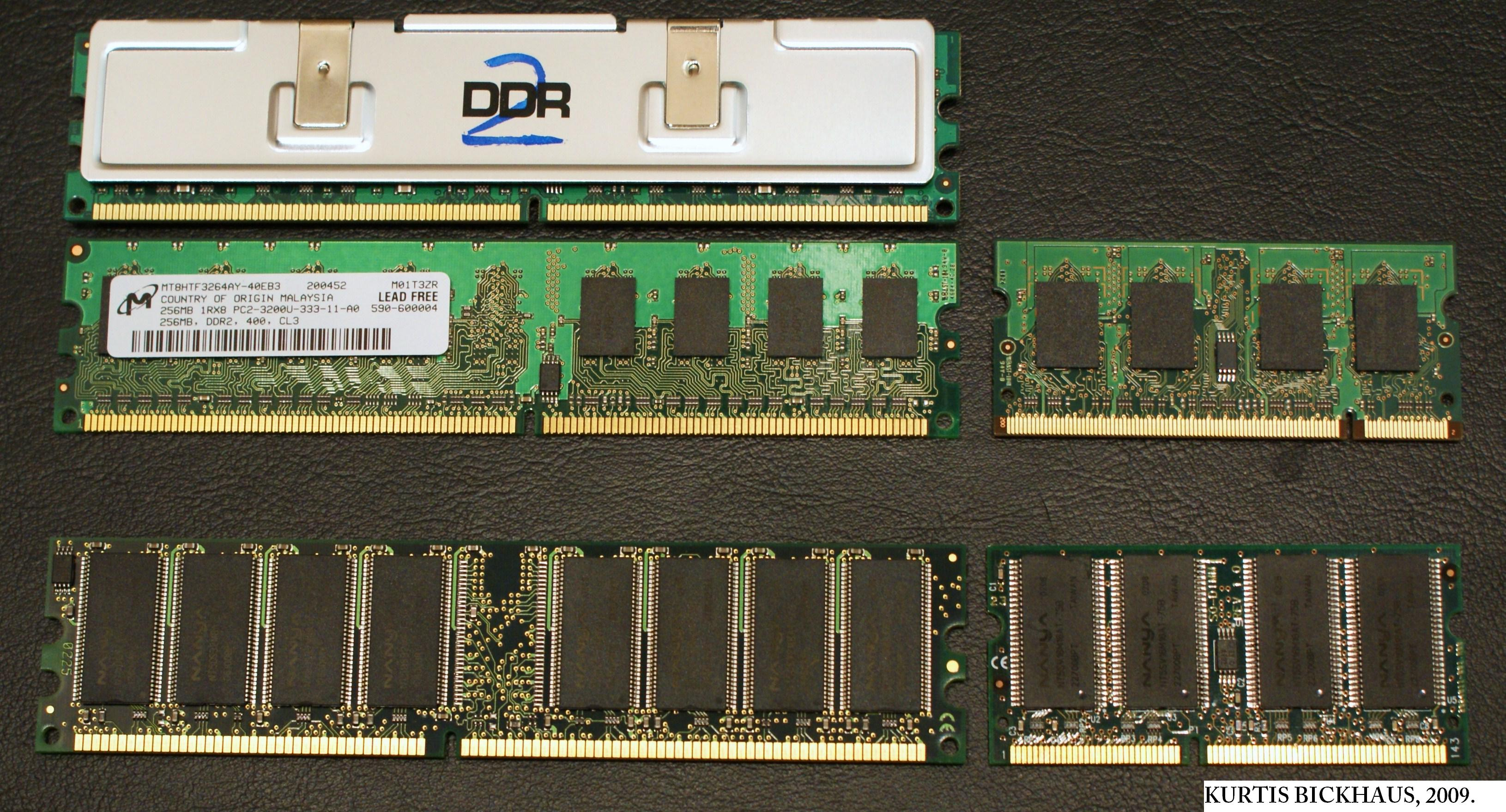
Memorias RAM con tecnologías usadas en la actualidad.

Entre las tecnologías recientes para integrados de memoria DRAM usados en los módulos RAM se encuentran:
- SDR SDRAM: memoria de un ciclo sencillo de acceso por ciclo de reloj. Actualmente en desuso, fue popular en los equipos basados en el Pentium III y los primeros Pentium 4.
- DDR SDRAM: se caracterizan por ser capaces de llevar a cabo dos operaciones en cada ciclo de reloj (ciclo doble), es decir un acceso anticipado a dos posiciones de memoria consecutivas. Fue popular en equipos basados en los procesadores Pentium 4 y Athlon 64.
- DDR2 SDRAM: Memoria con un ciclo doble y acceso anticipado a cuatro posiciones de memoria consecutivas, está en desuso.
- DDR3 SDRAM: memoria con un ciclo doble y acceso anticipado a ocho posiciones de memoria consecutivas. Es un tipo de memoria aún actual, reemplazó a su predecesora, la DDR2.
- DDR4 SDRAM: es la evolución del estándar DDR3 y, por tanto, los módulos de memoria compatibles con esta tecnología son capaces de trabajar a una frecuencia de reloj más alta. Los módulos DDR4 SDRAM tienen un total de 288 pines DIMM. La velocidad de datos por pin, va de un mínimo de 1,6 GT/s hasta un objetivo máximo inicial de 3,2 GT/s. Las memorias DDR4 SDRAM tienen un mayor rendimiento y menor consumo energético que las memorias DDR3 predecesoras. Tienen una tasa de transferencia y capacidad mucho más elevada en comparación con sus versiones anteriores.
- DDR5 SDRAM (de las siglas en inglés, Double Data Rate type five Synchronous Dynamic Random-Access Memory), es la abreviatura de memoria de acceso aleatorio dinámico síncrono de quinta generación de datos. Se planeó que DDR5 reduzca el consumo de energía, mientras se duplica el ancho de banda pasando de 3,2 GB/s a los 6,4 GB/s, doblando también su tasa de transferencia máxima de los 25,6 GB/s de las DDR4 actuales a un máximo de 51,2 GB/s y la capacidad en relación con la SDRAM DDR4. La frecuencia base para la RAM DDR5 es DDR5-4800.

Los estándares JEDEC, establecen las características eléctricas y las físicas de los módulos, incluyendo las dimensiones del circuito impreso.
Los estándares usados son:
- DIMM: tiene presentaciones de 168 pines (usadas con SDR y otras tecnologías antiguas), 184 pines (usadas con DDR y el obsoleto SIMM), 240 (para las tecnologías de memoria DDR2 y DDR3) y 288 pines para las actuales DDR4.
- SO-DIMM: es formato para computadores portátiles, es una miniaturización de la versión DIMM en cada tecnología. Existen de 144 pines, usadas con SDR, de 200 pines, usadas con DDR y DDR2, de 240 pines para DDR3 y de 260 pines para DDR4.

#### Memorias RAM especiales
Hay memorias RAM con características que las hacen particulares, y que normalmente no se utilizan como memoria central de la computadora; entre ellas se puede mencionar:
- SRAM: Siglas de Static Random Access Memory. Es un tipo de memoria más rápida que la DRAM (Dynamic RAM). El término «estática» deriva del hecho que no necesita el refresco para mantener sus datos. Si bien esta RAM no requiere circuito de refresco, ocupa más espacio y utiliza más energía que la DRAM. Este tipo de memoria, debido a su alta velocidad, es usada como memoria caché.

- NVRAM: Siglas de Non-Volatile Random Access Memory. Memoria RAM no volátil (mantiene la información en ausencia de alimentación eléctrica). Hoy en día, la mayoría de memorias NVRAM son memorias flash, muy usadas para teléfonos móviles, reproductores portátiles de MP3, pendrives, etc.

- VRAM: Siglas de Video Random Access Memory. Es un tipo de memoria RAM que se utiliza en las tarjetas gráficas del computador. La característica particular de esta clase de memoria es que es accesible de forma simultánea por dos dispositivos. Así, es posible que la CPU grabe información en ella, al tiempo que se leen los datos que serán visualizados en el Monitor de computadora.

De las anteriores a su vez, hay otros subtipos más.

### Periféricos
Se entiende por periférico a las unidades o dispositivos que permiten a la computadora comunicarse con el exterior, esto es, tanto ingresar como exteriorizar información y datos. Los periféricos son los que permiten realizar las operaciones conocidas como de entrada/salida (E/S).
Aunque son estrictamente considerados «accesorios», muchos de ellos son fundamentales para el funcionamiento y operación adecuados de la computadora moderna; por ejemplo, el teclado, el ratón, el disco duro y el monitor son elementos actualmente imprescindibles; pero no lo son, por ejemplo, un escáner o un plóter. Para ilustrar este punto: en los años 80, muchas las computadoras personales no utilizaban disco duro ni ratón, eran normalmente operativas con solo una o dos disqueteras, el teclado y el monitor como únicos periféricos (incluso sin disquetera).

#### Dispositivos de entrada de información (E)

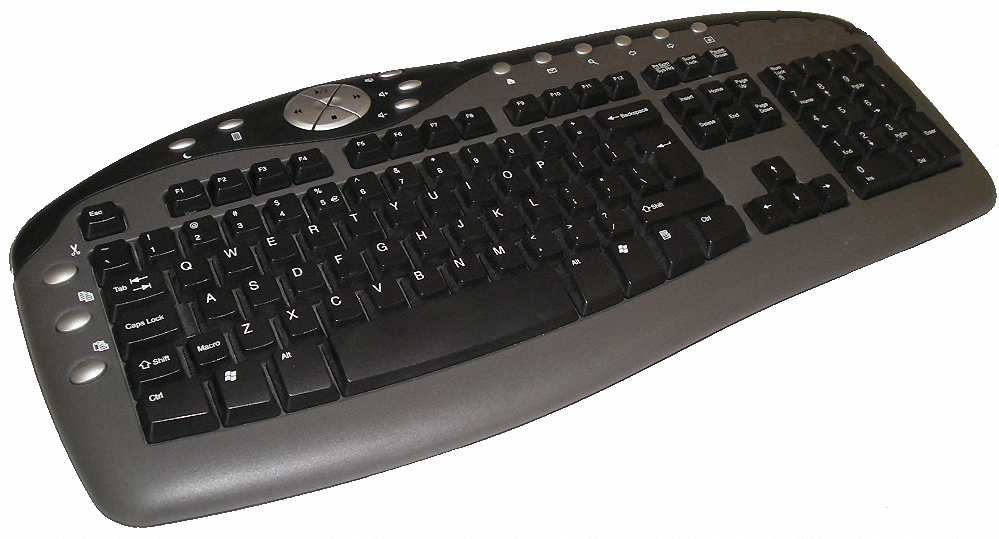
Teclado para PC inalámbrico.

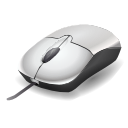
Ratón común alámbrico.

De esta categoría son aquellos que permiten el ingreso de información, en general desde alguna fuente externa o por parte del usuario. Los dispositivos de entrada proveen el medio fundamental para transferir hacia la computadora (más propiamente al procesador) información desde alguna fuente, sea local o remota. También permiten cumplir la esencial tarea de leer y cargar en memoria el sistema operativo y las aplicaciones o programas informáticos, los que a su vez ponen operativa la computadora y hacen posible realizar las más diversas tareas.
Entre los periféricos de entrada se puede mencionar: teclado, mouse o ratón, escáner, micrófono, cámara web, lectores ópticos de código de barras, Joystick, lectora de CD, DVD o BluRay (solo lectoras), placas de adquisición/conversión de datos, etc.
Pueden considerarse como «imprescindibles» para el funcionamiento, (de manera como hoy se concibe la informática) al teclado, al ratón y algún dispositivo lector de discos; ya que tan solo con ellos el equipo (informático) puede ponerse operativo para un usuario. Los otros son más bien accesorios, aunque en la actualidad pueden resultar de tanta necesidad que son considerados parte esencial de todo el sistema.

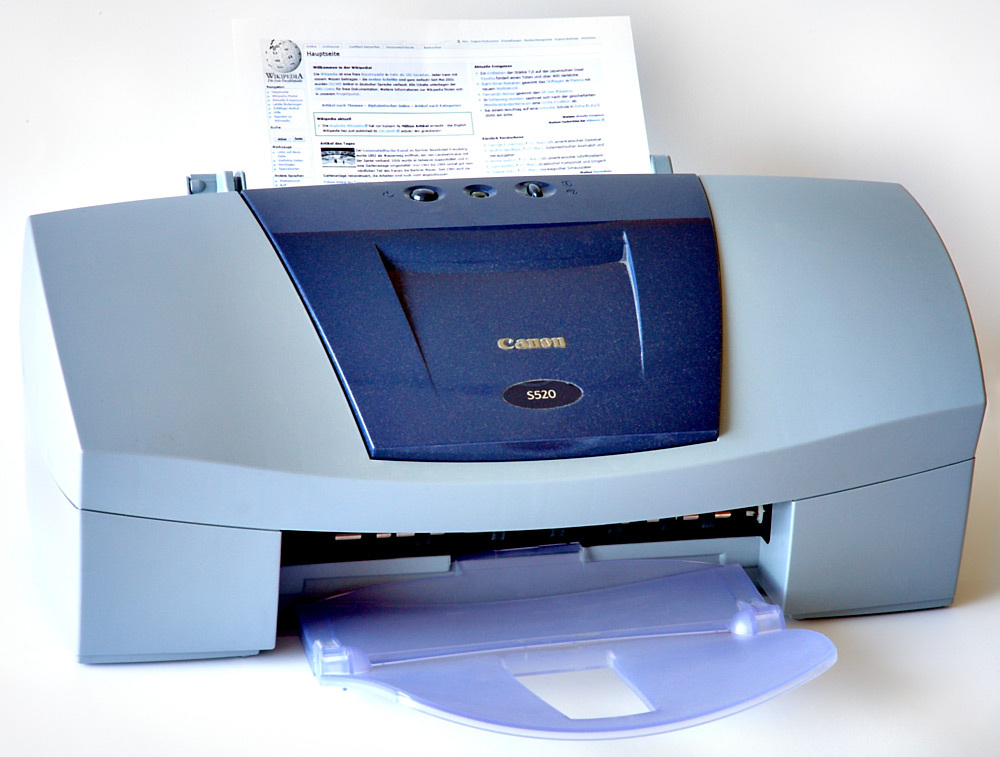
Impresora de inyección de tinta.

#### Dispositivos de salida de información (S)
Son aquellos que permiten emitir o dar salida a la información resultante de las operaciones realizadas por la CPU (procesamiento).
Los dispositivos de salida aportan el medio fundamental para exteriorizar y comunicar la información y datos procesados; ya sea al usuario o bien a otra fuente externa, local o remota.
Los dispositivos más comunes de este grupo son los monitores clásicos (no de pantalla táctil), las impresoras, las consolas. y los altavoces.
Entre los periféricos de salida puede considerarse al monitor como imprescindible para el funcionamiento del sistema. Otros, aunque accesorios, son sumamente necesarios para un usuario que opere un computador moderno, por ejemplo, la impresora o los parlantes.

#### Dispositivos mixtos (E/S de información)

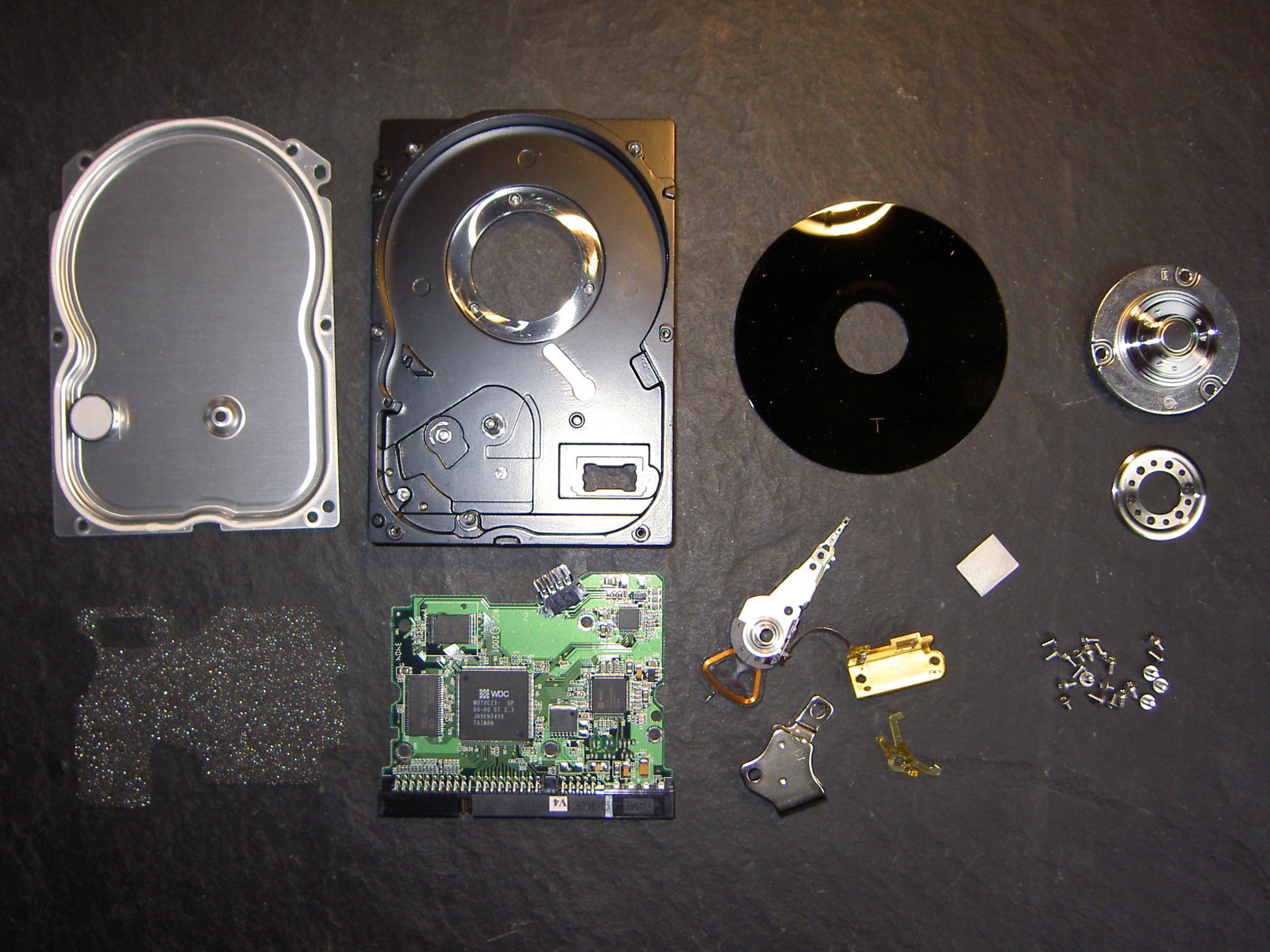
Piezas de un disco duro

Son aquellos dispositivos que pueden operar de ambas formas: tanto de entrada como de salida. Típicamente, se puede mencionar como periféricos mixtos o de entrada/salida a: discos rígidos, disquetes, unidades de cinta magnética, lecto-grabadoras de CD/DVD, discos ZIP, etc. También entran en este rango, con sutil diferencia, otras unidades, tales como: Tarjetas de Memoria flash o unidad de estado sólido, tarjetas de red, módems, tarjetas de captura/salida de vídeo, etc.
Si bien se puede clasificar al pendrive (lápiz de memoria), memoria flash o memoria USB o a las unidades de estado sólido (SSD) en la categoría de memorias, normalmente se los utiliza como dispositivos de almacenamiento masivo; siendo todos de categoría Entrada/Salida.
Los dispositivos de almacenamiento masivo también son conocidos como «memorias secundarias o auxiliares». Entre ellos, sin duda, el disco duro ocupa un lugar especial, ya que es el de mayor importancia en la actualidad, en el que se aloja el sistema operativo, todas las aplicaciones, utilitarios, etc. que utiliza el usuario; además de tener la suficiente capacidad para albergar información y datos en grandes volúmenes por tiempo prácticamente indefinido. Los servidores Web, de correo electrónico y de redes con bases de datos, utilizan discos rígidos de grandes capacidades y con una tecnología que les permite trabajar a altas velocidades como SCSI incluyendo también, normalmente, capacidad de redundancia de datos, RAID; incluso se utilizan tecnologías híbridas: disco rígido con unidad de estado sólido, lo que incrementa notablemente su eficiencia. Las interfaces actuales más usadas en discos duros son: IDE, SATA, SCSI y SAS; y en las unidades de estado sólido son SATA y PCI-Express ya que necesitan grandes anchos de banda.
La pantalla táctil (no el monitor clásico) es un dispositivo que se considera mixto, ya que además de mostrar información y datos (salida) puede actuar como un dispositivo de entrada, reemplazando, por ejemplo, a algunas funciones del ratón o del teclado.

### Hardwaregráfico

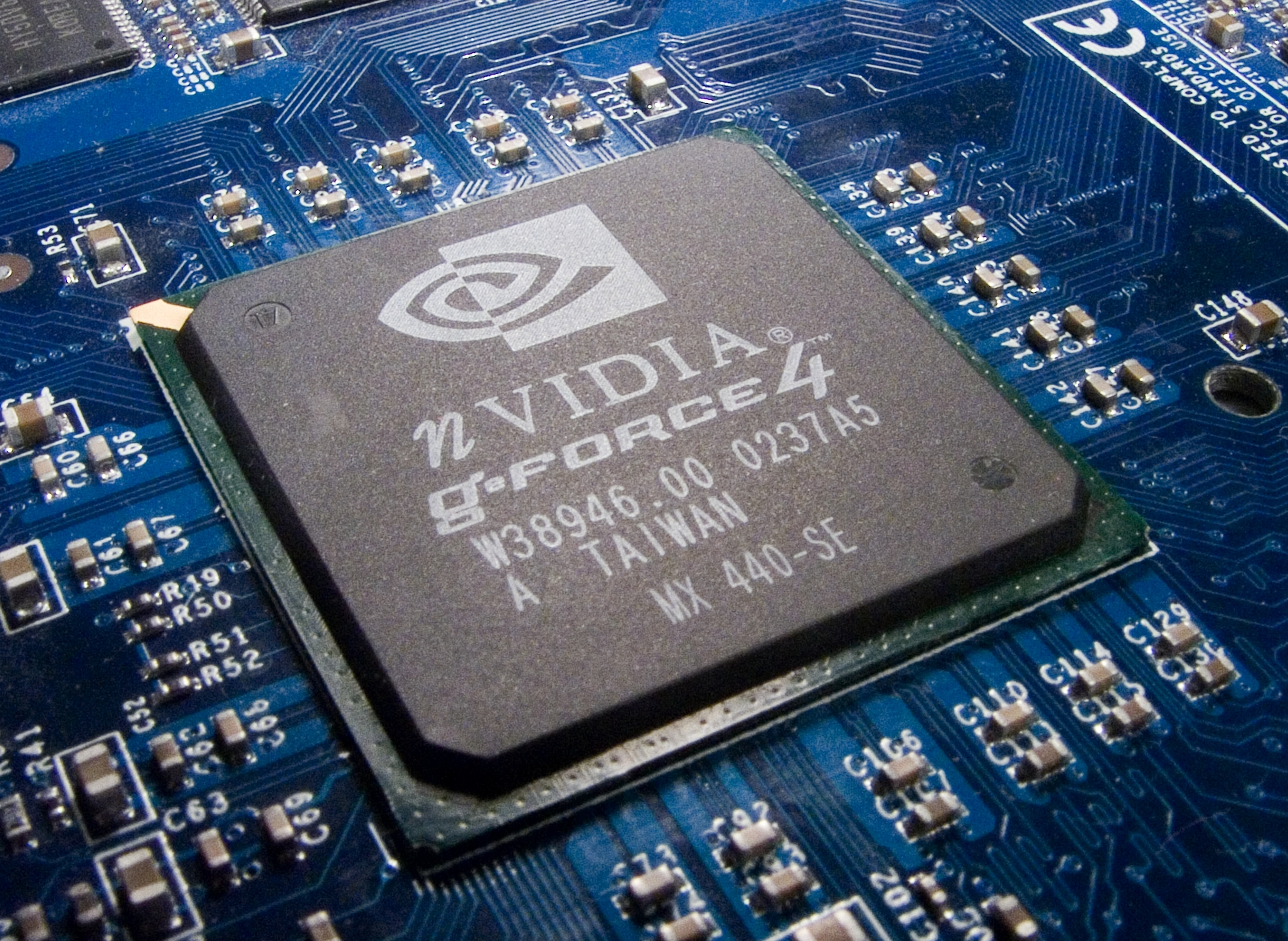
GPU de Nvidia GeForce

El hardware gráfico lo constituyen básicamente las tarjetas gráficas. Dichos componentes disponen de su propia memoria y unidad de procesamiento, esta última llamada unidad de procesamiento gráfico (o GPU, siglas en inglés de Graphics Processing Unit). El objetivo básico de la GPU es realizar los cálculos asociados a operaciones gráficas, fundamentalmente en coma flotante, liberando así al procesador principal (CPU) de esa costosa tarea (en tiempo) para que este pueda efectuar otras funciones en forma más eficiente. Antes de esas tarjetas de vídeo con aceleradores por hardware, era el procesador principal el encargado de construir la imagen mientras la sección de vídeo (sea tarjeta o de la placa base) era simplemente un traductor de las señales binarias a las señales requeridas por el monitor; y buena parte de la memoria principal (RAM) de la computadora también era utilizada para estos fines.
Dentro de esta categoría no se deben omitir los sistemas gráficos integrados (IGP), presentes mayoritariamente en equipos portátiles o en equipos prefabricados (OEM), los cuales generalmente, a diferencia de las tarjetas gráficas, no disponen de una memoria dedicada, utilizando para su función la memoria principal del sistema. La tendencia en los últimos años es integrar los sistemas gráficos dentro del propio procesador central. Los procesadores gráficos integrados (IGP) generalmente son de un rendimiento y consumo notablemente más bajo que las GPU de las tarjetas gráficas dedicadas, no obstante, son más que suficiente para cubrir las necesidades de la mayoría de los usuarios de un PC.
Actualmente se están empezando a utilizar las tarjetas gráficas con propósitos no exclusivamente gráficos, ya que en potencia de cálculo la GPU es superior, más rápida y eficiente que el procesador para operaciones en coma flotante, por ello se está tratando de aprovecharla para propósitos generales, al concepto, relativamente reciente, se le denomina GPGPU (General-Purpose Computing on Graphics Processing Units).
La ley de Moore establece que cada 18 a 24 meses la cantidad de transistores que puede contener un circuito integrado se logra duplicar; en el caso de los GPU esta tendencia es bastante más notable, duplicando, o aún más, lo indicado en la ley de Moore.
Desde la década de 1990, la evolución en el procesamiento gráfico ha tenido un crecimiento vertiginoso; las actuales animaciones por computadoras y videojuegos eran impensables veinte años atrás.